# Trolls (Marvel Comics)
Hay muchos tipos diferentes de Trolls ficticios que aparecen en los cómics estadounidenses publicados por Marvel Comics. Los más comunes de estos Trolls son los que residen en Asgard.

## Tipos de Trolls

### Trolls de Asgard
Los Trolls de Asgard están dispersos en cada uno de los Nueve Mundos. Mientras que los Trolls son beligerantes como los Gigantes, los Trolls son astutos y más fuertes que cualquier Asgardiano, Enano o Elfo e incluso están a la par con los Gigantes.

#### Trolls de Roca de piel naranja
Los Trolls de Roca de piel naranja aparecieron por primera vez en Avengers # 1 y fueron creados por Stan Lee y Jack Kirby. Los Trolls de roca de piel anaranjada son robustos y macizos con piel anaranjada, caras parecidas a simios, algunos pelos en ellos, cinco dedos en cada mano y dos dedos en cada pie. Estos trolls de roca aparecieron por primera vez cuando Loki los convocó para luchar contra Thor, Iron Man, Ant-Man y Wasp, que conducirían a la formación de los Vengadores.

#### Trolls Voladores de Thryheim
Los Trolls Voladores de Thryheim son una raza de Trolls que usan una armadura insectoide que les permite volar. Ellos residen en el área de Thryheim que está adyacente a Asgard y sirven a la Reina Ula.

#### Trolls del Bosque
Los Trolls del Bosque son una raza de Trolls que son más simios y peludos que el resto de los Trolls de Asgard. Ellos residen en los bosques con uno de los bosques que se encuentra en el Fin del Mundo.

#### Silenciosos
Los Silenciosos son una raza de trolls que viven en la Isla del Silencio en el Mar de Niebla.

#### Trolls Cuatro Brazos
Los Trolls de Cuatro Brazos son una raza de Trolls que tienen cuatro brazos. Un trío de ellos que sobrevivieron a Ragnarok fueron utilizados como el "músculo" para los piratas modernos Stripmine y Appraiser. Stripmine utilizó a los Trolls de cuatro brazos en su ataque a Genosha. Su ataque los pone en conflicto con Excalibur. Uno de los Trolls de cuatro brazos fue capturado por Calisto mientras el Profesor X y Magneto discuten qué hacer con él mientras Bestia Oscura se encuentra con Stripmine. Cuando Karima Shapander es liberada, ella ayuda a arrestar a Stripmine, Appraiser y a los Trolls de Cuatro Brazos. Junto a Bestia Oscura y los Magistrados fueron remitidos a la prisión recién construida de Genosha.

#### Magzi
Los Magzi son una raza de trolls salvajes. Fueron mostrados originalmente encerrados en Asgard hasta que los eventos de "Asedio" los liberaron. Un Magzi se acopló con una mujer asgardiana que dio a luz a Gunna Sijurvald, que tomó el nombre de Troll.

### Trolls de Hades
Los Trolls de Hades son una raza de Trolls griegos que son más anfibios en su naturaleza y residen en el inframundo griego. Un ejército de ellos son leales a Plutón.

### Trolls de Otro Mundo
Los Trolls de Otro Mundo son una raza de Trolls que residen en Otro Mundo donde trabajan como herreros y canteros. Ellos hacen sus hogares en los complejos sistemas de cuevas que se encuentran en las montañas de Otro Mundo. Hubo algunas afirmaciones de que los Trolls de Otro Mundo son descendientes de un refugiado Troll de Roca. Otras personas afirman que no hay conexión entre los Trolls de Roca y los Trolls del Otro Mundo. Se dice que los Trolls del Otro Mundo se disuelven si entran en contacto con el agua, ya que son criaturas de fuego.

## Poderes y habilidades
La mayoría de las especies conocidas de Troll poseen superfuerza. Algunos de ellos son buenos para realizar magia.

## Trolls conocidos

### Trolls de Nueve Mundos

#### Trolls de roca de piel anaranjada conocidos
- Askella - Un usuario de la magia del Troll de Roca.[15]
- Borgeddon - Una bestia de Troll de Roca.[16]
- Ekak - un Troll de Roca que fue uno de los pocos Trolls de Roca que atacaron a Asgard en el momento en que los Asgardianos luchaban contra los Gigantes de Hielo.[1]
- Gaark - Un Troll de Roca que fue uno de los pocos Trolls de Roca que atacaron a Asgard en el momento en que los Asgardianos luchaban contra los Gigantes de Hielo.[1]
- Garrg - Un troll de Roca en la historia de Odín que custodiaba un lago que según él era suyo hasta que fue derrotado por Thor.
- Geirrodur - El rey de los trolls de roca.[17]
- Glagg: un troll de roca que Thor lucha en una pelea en un bar.[18]
- Grak - Un Troll de Roca que ayudó a Ulik a capturar a Sif.[19]
- Grundor - Un Troll de Roca que es el hijo de Grundor el Grande.[20]
- Horth - Un secuaz Troll de Roca y el hermano de Ulik.[21]
- Kryllk - un señor de la guerra Troll de Roca que planeaba vengarse de Odin y luchó contra Thor y Spider-Man.[22]
- Muthos - El consejero principal de Geirrodur.[23]
- Olik - un gladiador de Troll de Roca.[16]
- Targo - Un barbero Troll de Roca.[24]
- Bruja Troll - un troll de roca que usa la magia y es uno de los asesores de Geirrodur.[16]
- Ulik - un troll de roca y hermano de Horth y Olik que a menudo se enfrenta con Thor.[19]
- Ulla - La reina de los trolls de roca.[23]
- Uroc - un armero de trolls de roca que mágicamente transfirió su mente a una estatua de Uru de su creación.[20]

#### Trolls de bosque conocidos
- Kygar: un troll forestal que se hace amigo de Thor y los Tres Guerreros después de salvarlo de arenas movedizas.[4]

#### Trolls de cuatro brazos conocidos
- Yalo: un troll de cuatro brazos que fue utilizado por Stripmine y Appraiser.[6]

## En otros medios
- Los Trolls de Roca aparecen en The Avengers: Earth's Mightiest Heroes.
- Los Trolls de Roca aparecen en el episodio de dos partes de Ultimate Spider-Man, "El Hombre Araña Vengador". Ulik y algunos de sus Trolls de Roca estaban entre las criaturas asgardianas que poseían los simbiontes Venom creados por Loki y el Doctor Octopus.
- Los Trolls de Roca y Trolls de Hielo aparecen en Avengers Assemble.